# Y a-t-il un exorciste pour sauver le monde ?
Pour plus de détails, voir Fiche technique et Distribution.
Y a-t-il un exorciste pour sauver le monde ? ou L'exorciste en Folie  (Repossessed) est un film américain réalisé par Bob Logan (en), sorti en 1990. Il s'agit d'une parodie du film L'Exorciste sorti en 1973 avec la même actrice principale.

## Synopsis
Un courageux prêtre parvient à délivrer une jeune enfant de l'emprise de Satan et à le renvoyer vers les flammes de l'enfer. Vingt-ans plus tard, le voici de retour bien décidé à se réapproprier l'âme de son ancienne victime devenue mère de famille.

## Fiche technique
- Titre français : Y a-t-il un exorciste pour sauver le monde ?
- Titre alternatif: L'exorciste en folie
- Titre original : Repossessed
- Réalisation : Bob Logan (en)
- Scénario : Bob Logan (en)
- Musique : Charles Fox
- Photographie : Michael D. Margulies
- Montage : Jeff Freeman
- Production : Steve Wizan
- Société de production : Carolco Pictures
- Société de distribution : New Line Cinema
- Pays :  États-Unis
- Langue : Anglais
- Format : Couleur - Ultra Stéréo - 35 mm - 1.85:1
- Genre : Comédie fantastique et comédie horrifique
- Durée : 80 min

## Distribution
- Leslie Nielsen (VF : Jean-Claude Michel) : Père Gédéon Mettez
- Linda Blair (VF : Monique Thierry) : Nancy Aglet
- Anthony Starke (VF : Maurice Decoster) : Père Luke Brophy
- Ned Beatty (VF : Georges Berthomieu) : Ernest Weller
- Lana Schwab (VF : Paule Emanuele) : Fanny Ray Weller
- Thom Sharp (VF : Jean-Luc Kayser) : Braydon Aglet
- Dove Dellos (VF : Annabelle Roux) : Frieda Aglet
- Benj Thall (VF : Marie-Laure Beneston) : Ned Aglet
- Willie Garson : L'étudiant appliqué
- Jesse Ventura : Lui-même
- Gene Okerlund (VF : Roger Lumont) : Lui-même
- Jake Steinfeld (VF : Edmond Bernard) : Lui-même
- Robert Fuller (VF : Jacques Brunet) : Dr Charcute
- John Ingle (VF : René Bériard) : Crosby
- Doug Draizin (VF : Julien Kramer) : Fred Tortostein
- Annie Waterman (VF : Jacqueline Porel) : La nonne à la maison de retraite

## Commentaires
- D'abord diffusé en location dans les vidéoclubs au début des années 1990, Y a-t-il un exorciste... a connu une sortie tardive en salles françaises, le 24 janvier 1994, sous le titre L'Exorciste en folie.
- Hâtivement associé à la série des Y a-t-il un flic..., à cause de la présence de Leslie Nielsen dans la distribution, le film cultive pourtant bien le même humour parodique ridiculisant systématiquement les codes d'un genre cinématographique précis. Ici, le pastiche vise plus spécialement le classique de l'horreur moderne L'Exorciste (1973) de William Friedkin. Pour l'occasion, on en retrouve la vedette principale, Linda Blair, qui reprend, quelque 17 ans après, son rôle de possédée du démon.
- Passant au crible toutes les scènes clés du film original, la parodie s'autorise au passage une virulente satire de la télévision, et plus particulièrement du télévangélisme.
- Globalement jugée poussive à sa sortie, cette comédie pourtant débridée s'est avérée un échec commercial cuisant.

## Distinction

### Nomination
- Razzie Award
  - Pire chanson originale pour He's Comin' Back (The Devil!).